# (736) Harvard
(736) Harvard – planetoida z pasa głównego asteroid okrążająca Słońce w ciągu 3 lat i 98 dni w średniej odległości 2,2 au. Została odkryta 16 listopada 1912 roku w Winchester (Massachusetts) przez Joela Metcalfa. Nazwa pochodzi od Uniwersytetu Harvarda. Przed nadaniem nazwy planetoida nosiła oznaczenie tymczasowe (736) 1912 PZ.